# G1-фаза

Клеточный цикл

G1-фа́за (от англ. Gap 1 phase) — первая из трёх фаз клеточного цикла эукариотических клеток. На этом этапе интерфазы клетка увеличивается в размерах и синтезирует мРНК и белки, готовясь к последующему после интерфазы митозу. G1-фаза завершается с началом S-фазы интерфазы.

## Общая характеристика
G1-фаза вместе с S-фазой и G2-фазой составляет длинный период роста клетки — интерфазу, которая предшествует клеточному делению — митозу (М-фаза).
В течение G1-фазы клетка увеличивается в размерах и синтезирует мРНК и белки, необходимые для синтеза ДНК. Когда клетка достигает необходимых размеров, а необходимые белки уже синтезированы, клетка вступает в следующую фазу клеточного цикла — S-фазу. Продолжительность каждой фазы, в том числе и G1-фазы, отличается в разных типах клеток. В соматических клетках человека клеточный цикл длится около 18 часов, и на G1-фазу приходится около трети этого времени. Однако у зародышей шпорцевой лягушки (Xenopus), морских ежей (Echinoidea) и дрозофилы (Drosophila) G1-фаза слабо выражена и представляет промежуток, если и он есть, между окончанием митоза и S-фазой.
G1-фаза и другие фазы клеточного цикла могут зависеть от факторов роста, таких как питательные вещества, температура и пространства для роста. Для синтеза мРНК и белков должно присутствовать достаточное количество аминокислот. Для роста клеток оптимальны физиологические температуры. У человека нормальная физиологическая температура составляет около 36,5 °C (под мышкой).
G1-фаза особенно важна для клеточного цикла, потому что в этот период клетка определяет, будет ли она делиться или покинет клеточный цикл. Если клетка остаётся неделящейся вместо перехода в S-фазу, она покидает G1-фазу и переходит в состояние покоя, называемое G0-фазой. Вновь вернуться в G1-фазу из G0-фазы сложно, но возможно.
На протяжении G1-фазы клетка остаётся диплоидной (2n). Это означает, что клетка содержит двойной набор хромосом, специфических для данного вида, а ДНК ещё не была реплицирована перед клеточным делением. Генетический материал находится в виде хроматина или слабо спирализованных цепей ДНК. Гаплоидные эукариотические организмы, например, некоторые дрожжи, имеют только один набор хромосом (1n). В течение G1-фазы клетка ещё только готовится к репликации ДНК, и её генетический материал ещё не копирован (это происходит в S-фазе).

## Регуляция G1-фазы
В клеточном цикле существует чёткий набор инструкций, известный как контрольная система клеточного цикла, которая контролирует продолжительность и координацию фаз клеточного цикла, чтобы обеспечить правильный порядок их протекания. Биохимические пусковые устройства, известные как циклин-зависимые киназы, запускают этапы клеточного типа в нужное время и обеспечивают правильный порядок, чтобы предотвратить ошибки.
В клеточном цикле есть три контрольные точки: G1/S-контрольная точка (переход из G1-фазы в S-фазу) или стартовая точка у дрожжей, G2/M-контрольная точка и точка веретена.

### Биохимические регуляторы G1-фазы
В течение G1-фазы активность G1/S-циклинов значительно повышается к концу G1-фазы. Эти циклины инициируют некоторые ранние процессы, связанные с клеточным делением, как, например, удвоение центросом у позвоночных, формирование веретена у дрожжей, однако по большей части они ответственны за активацию комплексов S-циклинов.
Комплексы циклинов, активных в другие фазы клеточного цикла, находятся в эту фазу в неактивном состоянии, чтобы соответствующие клеточные процессы не проходили в неправильном порядке. В G1-фазе существует три способа подавления активности циклинзависимых киназ: гены-ингибиторы при помощи регуляторных белков подавляют трансляцию главных циклиновых генов; активируется комплекс стимуляции анафазы, который направленно подавляет S- и M-циклины (но не G1/S-циклинов) и, наконец, высокая концентрация ингибиторов циклинзависимых киназ.

### Точка рестрикции
В G1-фазе точка рестрикции (R) отличается от остальных контрольных точек, поскольку она не определяет специальное состояние клетки, идеальное для перехода в следующую фазу, а меняет дальнейшее направление жизни клетки. У позвоночных после того, как клетка пробыла в G1-фазе около трёх часов, она вступает в точку рестрикции, где клетка решает, пойдёт ли она дальше по клеточному циклу или же перейдёт в стадию покоя — G0-фазу.
Эта точка также разделяет G1-фазу на две половины: премитотическую и постмитотическую. Между началом G1-фазы (которая начинается в новой клетке после митоза) и R клетка находится в G1-постмитотической подфазе или постмитотической фазе. После R и перед S-фазой клетку называют находящейся в G1-пресинтетической подфазе или пресинтетической фазе G1-фазы.
Чтобы клетка прошла через G1-постмитотическую фазу, необходимо высокое содержание факторов роста и стабильный уровень синтеза белков, иначе клетка перейдёт в G0-фазу.
Некоторые авторы утверждают, что точка рестрикции и G1/S-точка есть одно и то же, но в более новых работах выяснилось, что это — две различные точки G1-фазы, в которых отмечается прогресс клетки. Первая, точка рестрикции, зависит от факторов роста и определяет, уходить ли клетке в G0-фазу, в то время как вторая контрольная точка зависит от питательных веществ и определяет, уходить ли клетке в S-фазу. Некоторые разногласия между исследователями приписывают тому, что одни из них изучали клетки млекопитающих, а другие — дрожжей.

### G1/S-контрольная точка
G1/S-контрольная точка находится между началом G1-фазы и S-фазы, в которой определяется переход клетки в S-фазу. Факторами, из-за которых клетка может не вступить в S-фазу, могут быть недостаток факторов роста, повреждения ДНК и другие особые обстоятельства.
В этой точке образование комплексом G1/S-циклинов и циклинзависимых киназ (ЦЗК) подводит клетку к вступлению в новый цикл деления. Потом эти комплексы активируют S-ЦЗК комплексы, которые подводят клетку к репликации ДНК в S-фазе. Одновременно с этим активность комплекса стимуляции анафазы значительно уменьшается, что позволяет активироваться S- и М-циклинам.
Если клетка не может перейти в S-фазу, она вступает в покоящуюся G0-фазу, где нет ни клеточного роста, ни деления.

## G1-фаза и рак
Во многих источниках подтверждается, что нарушения в G1-фазе и G1/S-контрольной точке приводят к неконтролируемому росту опухолей. В случаях, когда нарушения затрагивают G1-фазу, это происходит главным образом потому, что гены, кодирующие регуляторные белки, семейства E2F приобретают неограниченную активность и увеличивают экспрессию генов G1/S-циклинов, в результате чего клетка неконтролируемо вновь и вновь вступает в клеточный цикл.
Однако лекарства против некоторых форм рака также действуют на G1-фазу клеточного цикла. При многих видах рака, в том числе рака молочной железы и рака кожи, можно предотвратить разрастание опухоли, не давая опухолевым клеткам вступать в G1-фазу, предотвращая деление и распространение клеток.